# Tatiana Svirina
Tatiana Vladimirovna Svirina (en russe : Татьяна Владимировна Свирина) est une ancienne joueuse de volley-ball russe née le 8 janvier 1977. Elle mesure 1,78 m et jouait au poste de passeuse. 

## Clubs
| Club               | De        | À         |
| ------------------ | --------- | --------- |
| MGSFO Moscou       | 1992-1993 | 1997-1998 |
| Rossy-Gazprom      | 1998-1999 | 1999-2000 |
| Loutch Moscou      | 2000-2001 | 2003-2004 |
| RSCU Moscou        | 2004-2005 | 2004-2005 |
| CSKA Moscou        | 2005-2006 | 2007-2008 |
| Nadejda Serpoukhov | 2008-2009 | 2008-2009 |
| Indesit Lipetsk    | 2009-2010 | 2009-2010 |
| Leningradka        | 2010-2011 | 2010-2011 |
| Nadejda Serpoukhov | 2011-2012 | 2011-2012 |

## Palmarès
- Coupe de Russie
  - Vainqueur : 2005.
  - Finaliste : 2006.